# Chrodoara
Chrodoara, chiamata anche Oda di Amay, (... – prima del 634) fu una nobildonna merovingia e santa. Ella è tradizionalmente ritenuta la fondatrice dell'abbazia di Amay, oggi in Belgio.
Il suo nome è inscritto su un sarcofago rinvenuto nel 1977 nelle fondamenta della chiesa di San Giorgio e Santa Oda di Amay. Chrodoara è identificata con santa Oda, così chiamata dall'XI secolo.

## Biografia
Si pensa che Chrodoara sia nata intorno all'anno 560 in Svevia. Probabilmente era sposata con Bodegiselo-Bobo, figlio di Mommolino di Soissons. Se così, rimase vedova intorno al 589. Dopo la morte del marito, si trasferì ad Amay e dedicò le sue ricchezze e il suo tempo alla chiesa e alle opere di carità. Morì poco prima dell'anno 634 e fu sepolta nella chiesa di San Giorgio ad Amay. La chiesa è dedicata oggi a San Giorgio e Santa Ode, dove santa Ode (o Oda), nome che risale all'XI secolo, è identificata come Chrodoara.

### Analisi del sarcofago di Amay
La parola "sancta" leggibile sul sarcofago si riferisce indubbiamente più al fervore religioso che alla santità nel senso moderno del termine. L'iscrizione laterale (alla testa del sarcofago) chiarisce questo punto: "Chrodoara, nobile, alta e illustre, dei suoi beni arricchisce i santuari". Il bastone tenuto dall'effigie di Chrodoara indica il potere su un'abbazia. Tuttavia, sebbene fosse una patrona e benefattrice dell'abbazia, probabilmente non fu una badessa.

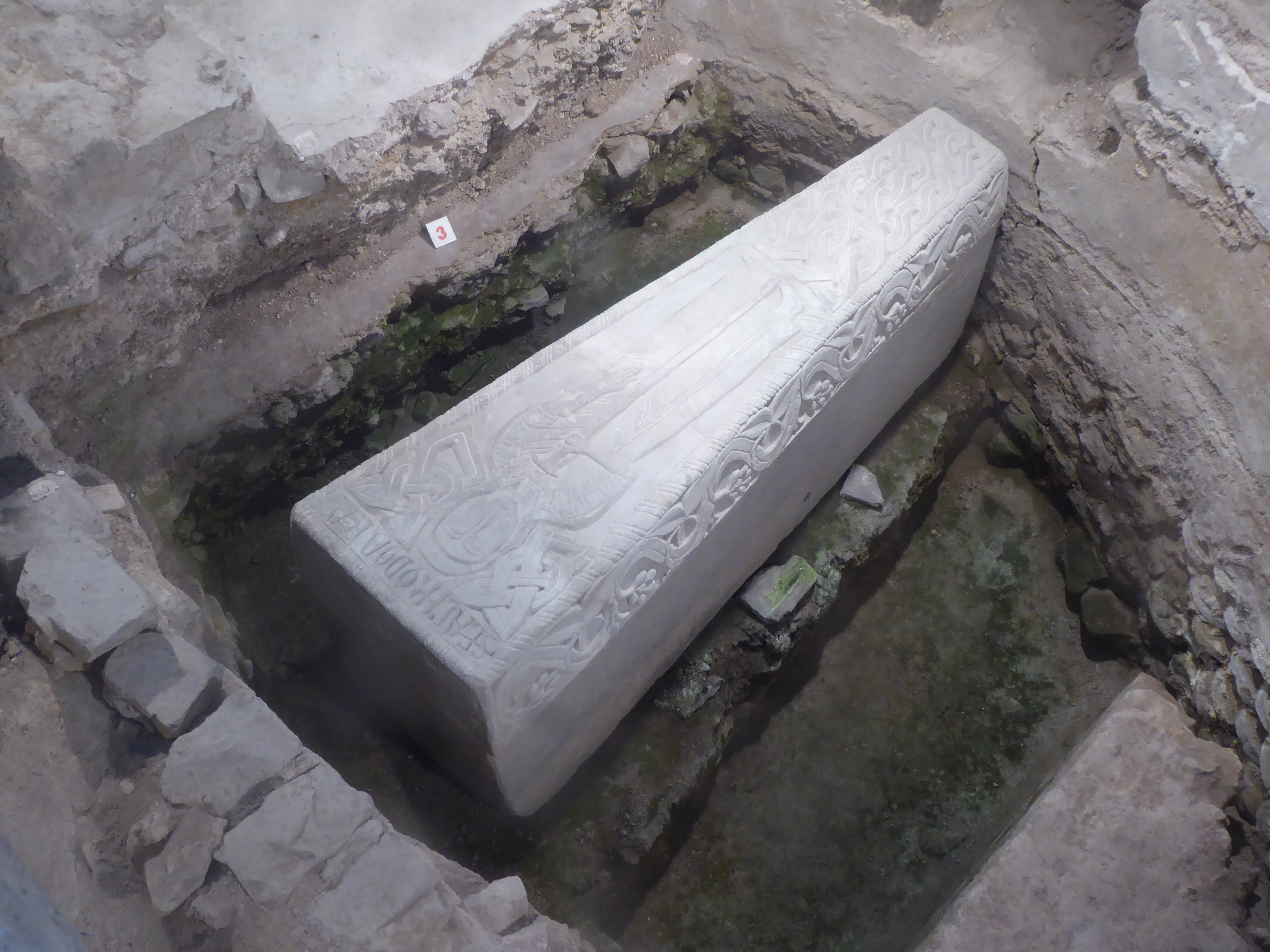
Sarcofago di Chrodoara.

### Il testamento di Adalgiselo Grimo
Nel 634 Adalgiselo Grimo, diacono di Verdun, probabilmente zio di Adalgiselo, indica nel suo testamento che le viti che possedeva in usufrutto dovevano ritornare alla sua morte alla zia, sepolta sotto la collegiata di Saint-Georges ad Amay. Gli storici identificano questa zia con Chrodoara e santa Oda. Questo pone la morte di Chrodoara prima del 634.

### Tradizione
La tradizione sostiene che Chrodoara avrebbe sposato un duca di Aquitania, fatto errato in quanto Bodogiselo non ebbe mai questa carica: egli infatti è la base storica di Boggis, assieme al duca Bobo. Rimasta vedova nel 588, avrebbe lasciato questa regione per stabilirsi ad Amay, dove avrebbe dedicato il suo tempo e la sua fortuna alla Chiesa e alla carità. Fu sepolta sotto la chiesa di Amay. Venti anni dopo Uberto, vescovo di Liegi, abbia aperto la sua sepoltura da cui erano scaturiti molti miracoli. Un "odore dolce" sarebbe fuggito dalla tomba. Nel 1235 le reliquie furono trasferite in una cassa-reliquiario, ancor oggi situato nella chiesa di Amay. Il sarcofago ormai vuoto rimase sotto la chiesa e fu riscoperto nel 1977 in uno stato eccezionale di conservazione.

### Discendenza
Sembra che Chrodoara sia la madre del vescovo Arnolfo di Metz, e che possa essere stata la nonna di Ugoberto o di sua moglie Irmina di Oeren, e quindi la bisnonna di Plectrude, moglie di Pipino di Herstal, ma le prove sono troppo tardive per essere attendibili.

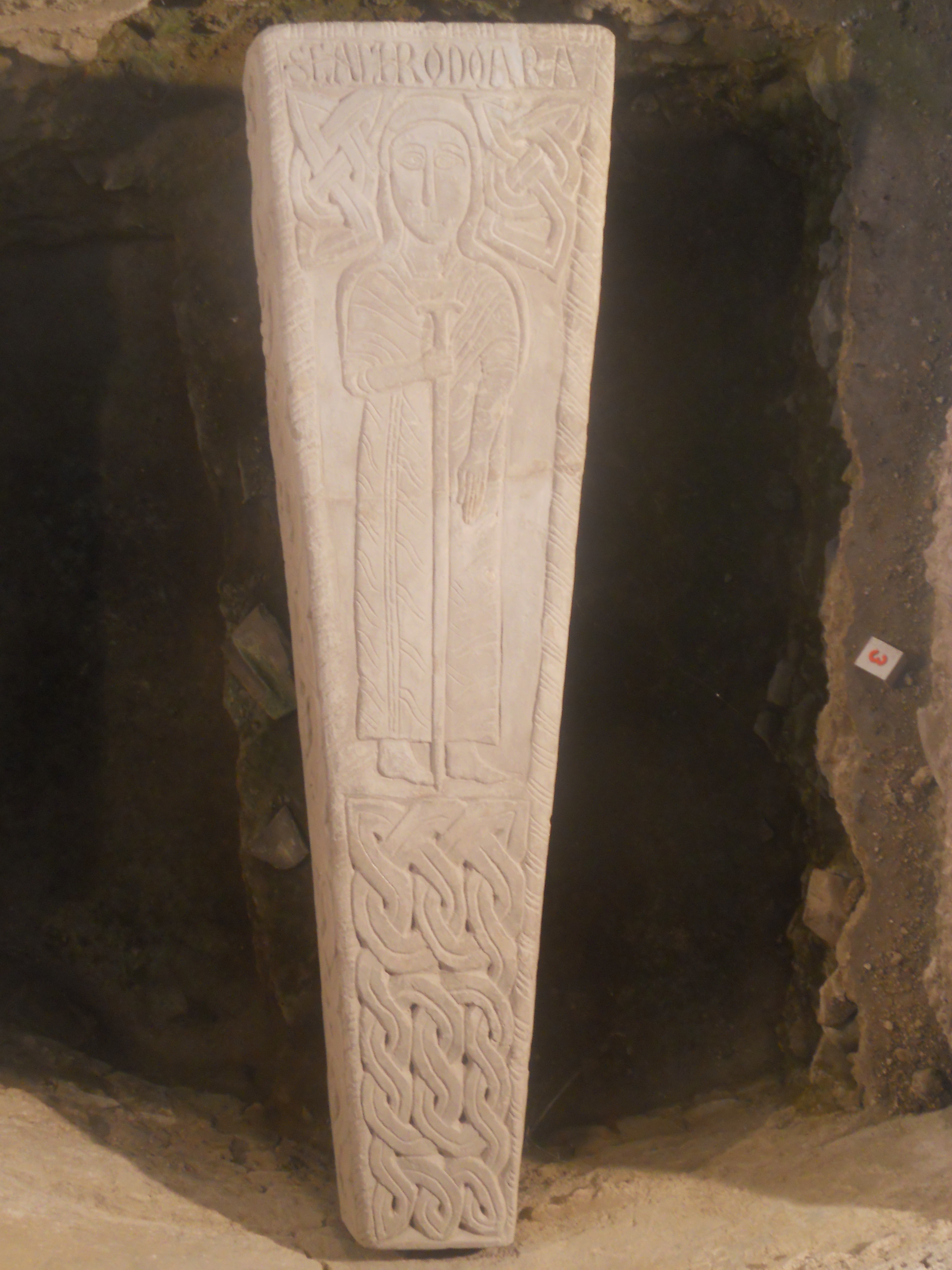
Sarcofago di Chrodoara, coro della collegiata di Amay.